# Hjortesjön, Småland
Hjortesjön, Hjortsjön eller Hjorten, är en sjö nära Virserum i Småland; den ingår i Emåns huvudavrinningsområde. Sjön är 18,9 meter djup, har en yta på 2,47 kvadratkilometer och är belägen 130,1 meter över havet. Sjön avvattnas av vattendraget Gårdvedaån. Vid provfiske har en stor mängd fiskarter fångats, bland annat abborre, braxen, gädda och gös.

## Historik
Dackefejdens slutstrid vintern 1543 avgjordes troligen på Hjortesjöns is.

## Delavrinningsområde
Hjortesjön ingår i det delavrinningsområde (635437-148123) som SMHI kallar för Utloppet av Hjortesjön. Medelhöjden är 165 meter över havet och ytan är 24,98 kvadratkilometer. Räknas de 12 avrinningsområdena uppströms in blir den ackumulerade arean 257,16 kvadratkilometer. Gårdvedaån som avvattnar avrinningsområdet har biflödesordning 2, vilket innebär att vattnet flödar genom totalt 2 vattendrag innan det når havet efter 123 kilometer. Avrinningsområdet består mestadels av skog (63 procent) och jordbruk (18 procent). Avrinningsområdet har 2,52 kvadratkilometer vattenytor vilket ger det en sjöprocent på 10,1 procent.

## Fisk
Vid provfiske har följande fisk fångats i sjön:

- Abborre
- Braxen
- Gädda
- Gös
- Lake
- Löja
- Mört
- Sarv
- Sik
- Siklöja
- Sutare